# Larynxspalt
Der Larynxspalt ist eine seltene angeborene Fehlbildung mit unvollständiger Trennung von Kehlkopf und Speiseröhre.
Synonyme sind: Laryngo-tracheo-ösophageale Spalte; LC; LTEC; Laryngo-tracheo-oesophageale Diastema

## Verbreitung
Die Häufigkeit wird mit 1 bis 2 auf 20.000 Lebendgeborene angegeben, aufgrund schwieriger Diagnostizierbarkeit dürfte die Prävalenz tatsächlich höher liegen. Das männliche Geschlecht ist etwas häufiger betroffen.
Häufig besteht eine Assoziation mit weiteren Fehlbildungen oder Funktionsstörungen wie Laryngomalazie, Tracheomalazie oder Gastroösophagealer Reflux. Bei einem Viertel liegt zusätzlich eine Tracheo-ösophageale Fistel vor, bei etwa 6 % dieser Fisteln findet sich auch ein Larynxspalt.
Weiter treten gehäuft kardiovaskuläre, gastrointestinale und urogenitale Fehlbildungen auf.
Larynxspalte kommen auch im Rahmen von Syndromen vor:
- Hypertelorismus-Hypospadie-Syndrom
- Pallister-Hall-Syndrom
- VACTERL-Assoziation
- CHARGE-Syndrom

## Ursache
Die Ursache ist nicht bekannt, neben überwiegend sporadischem wurde auch über familiär gehäuftes Auftreten berichtet, Autosomal-dominanter Erbgang wird dann vermutet.
Pathologisch liegt ein unvollständiger Verschluss der hinteren Anteile des Kehlkopfringes vor. Während der 7. bis 10. Schwangerschaftswoche verschmelzen die paarigen Kehlkopfanlagen aus dem 4. und 6. Kiemenbogen (der späteren Stellknorpel) dorsal und bilden das Tracheoösophageale Septum als Trennung zwischen Luft- und Speiseröhre.

## Einteilung
Je nach Ausdehnung der Spaltverbindung können folgende Formen unterschieden werden:
- LTEC0, Spalte submukös, symptomlos oder symptomarm[5]
- LTEC1, Spalte oberhalb der Glottis zwischen den Stellknorpeln, oberhalb der Stimmbänder, leicht gestörte Atmung[6]
- LTEC2, Spalte unterhalb der Stimmbänder und im Kehlknopfknorpel, Schluckstörungen und Lungeninfektionen[7]
- LTEC3, Spalte durch den Kehlkopfknorpel hindurch, eventuell bis in den Halsteil der Trachea, schwere Schluckstörungen, Lungeninfektionen[8]
- LTEC4, Spalte bis in den Brustbereich der Trachea, Atemstörungen[9]

## Klinische Erscheinungen
Je nach Schweregrad der Fehlbildung kann es zu Stridor, heiserem Schreien, Schluckschwierigkeiten, Aspirationen, Husten, Dyspnoe und Atemstörung mit Zyanose kommen.

## Diagnose
Bei geringer Ausprägung der Veränderungen und entsprechend der klinischen Auffälligkeiten kann die Diagnose erst verzögert erfolgen. Als diagnostische Methoden kommen Röntgen mit Darstellung des Schluckaktes (Ösophagusbreischluck) unter Durchleuchtung und Endoskopie infrage.

## Differentialdiagnose
Abzugrenzen sind Tracheo-ösophageale Fistel, Gastroösophagealer Reflux, Laryngomalazie, Kehlkopflähmung mit Schluckkoordinationsstörung, unvollständiger Epiglottisschluss beim Neugeborenen.

## Therapie
Die Behandlung erfolgt in spezialisierten Zentren chirurgisch.

## Aussichten
Die Prognose hängt vom Schweregrad, eventuell weiterer Fehlbildungen, dem Zeitpunkt der Erfassung und Behandlung ab.

## Geschichte
Die Erstbeschreibung wird dem Arzt Richter 1792 zugeschrieben.
Eine neuzeitliche Beschreibung als „Familiärer congenitaler Stridor“ stammt aus dem Jahre 1949 durch Harry V. L. Finlay, eine weitere aus dem Jahre 1954 durch den Londoner Arzt James Crooks. Die genauere Definition als Spaltbildung erfolgte durch R. B. Zachary und J. L. Emery im Jahre 1961.